# Ronan & Erwan Bouroullec
Ronan & Erwan Bouroullec è uno studio di design francese fondato nel 1998 da Ronan ed Erwan Bouroullec.

## Design Industriale
La ditta del duo francese, più provinciale che parigino, si è fatta presto strada fra le più grandi aziende in circolazione. I più celebri oggetti di Design Industriale, dei due fratelli bretoni, sono i seguenti:
- La cucina Disintegrated kitchen per Cappellini (azienda) (1998);
- La sedia Hole chair per Cappellini (azienda) (1999);
- Il vaso Square per Cappellini (azienda) (1999);
- Il contenitore Butterfly per Cappellini (azienda) (2002);
- La scrivania Joyn per Vitra (2002);
- La libreria Cloud per Cappellini (azienda) (2004);
- La sedia Striped Chair per Magis (2005);
- La collezione Copenhague per HAY (2012);
- La lampada Aim Lamp per FLOS (2013);
- La collezione Uncino per Mattiazzi (2014);